# Fides et ratio

Wappen Johannes Paul II.

Fides et ratio (Glaube und Vernunft) vom 14. September 1998 ist die dreizehnte und vorletzte Enzyklika des Papstes Johannes Paul II. Sie trägt den Untertitel: An die Bischöfe der katholischen Kirche – über das Verhältnis von Glaube und Vernunft. In acht Schritten geht der Text von der einleitenden Aufforderung zur Selbsterkenntnis hin zur Beschreibung aktueller Forderungen und Aufgaben.
Das rechte Verständnis der Offenbarung der Weisheit Gottes sowie die Axiome Credo ut intellegam („Ich glaube, um zu verstehen“) und Intellego ut credam („Ich verstehe, um zu glauben“) werden erläutert, um darauf aufbauend das rechte Verhältnis von Glauben und Vernunft zu formulieren, die Wortmeldungen des Lehramtes im philosophischen Bereich zu rechtfertigen und die Wechselwirkung zwischen Theologie und Philosophie zu betonen. Sie beginnt mit den einleitenden Worten, dass Glaube und Vernunft wie die beiden Flügel sind, mit denen sich der menschliche Geist zur Betrachtung der Wahrheit erhebt. Nach der natürlichen Theologie ist Gott selbst als die Wahrheit zu erkennen.
Die Enzyklika hält daran fest, dass aus der Sicht des Glaubens eine Ratio recta erforderlich sei, um die Offenbarung intellektuell zu durchdringen. Mithin ist nicht jede Philosophie mit dem Christentum vereinbar, auch ist es nicht möglich, von jedweder modernen Konzeption aus zur vollen Erkenntnis der katholischen Lehre zu gelangen. Jedoch hat der Papst ausdrücklich anerkannt, dass der Glaube eine Vielfalt von philosophischen Konzepten gutheißt, solange keines gegenüber dem Dogma für normativ erachtet wird. Der Thomismus bleibt ein vorbildliches Konzept, wird jedoch nicht als einzig möglicher Denkweg angesehen. Insofern bringt der Papst, in aktualisierter Form, auch Mahnungen seiner Vorgänger Leo XIII., Pius X. (vgl. auch die Enzyklika Pascendi von 1907) und Pius XII. in Erinnerung.